# O Perfume
O Perfume é um romance do escritor alemão Patrick Süskind, publicado pela primeira vez em 1985. Foram vendidos 15 milhões de exemplares em quarenta línguas. O título original alemão é Das Parfum, die Geschichte eines Mörders (tradução literal em português, O Perfume, História de um Assassino).

## Enredo
O livro conta a história de um homem que possui um olfato extraordinariamente apurado, que o permite uma percepção extremamente apurada do mundo, onde ele era capaz de orientar-se apenas pelos cheiros.
A história situa-se no século XVIII, em Paris, depois em Auvergne, em Montpellier, em Grasse e finalmente retorna a Paris. O protagonista, Jean-Baptiste Grenouille, veio ao mundo em meio a tripas de peixe atrás de uma banca de feira onde a mãe (algumas semanas depois executada por infanticídios) vendia peixe. Grenouille possui duas características excepcionais:
- ele não possui odor próprio, o que permite que ele passe totalmente despercebido aos outros, pois segundo o autor "o odor é a essência, e o que não tem essência não existe". Durante a história, essa ausência de cheiro, da qual ele se dá conta quando adulto, será compensada pela criação de perfumes que Grenouille utiliza de acordo com as circunstâncias a fim de ser notado pelos outros.
- ele tem um olfato extremamente desenvolvido, o que lhe permite reconhecer os odores mais imperceptíveis. Conseguia cheirá–los a distâncias inacreditáveis e armazenava–os em sua memória, também excepcional. Esse olfato é sua principal característica, que lhe permite confeccionar perfumes de qualidade excepcional.

Durante a sua vida sofreu de vários acidentes e doenças. Foi vendido quando criança para trabalhar como aprendiz de curtidor de peles e posteriormente como aprendiz de perfumista, onde aprendeu as questões técnicas na criação de um perfume.
Já jovem, Grenouille encontra uma moça, com um perfume totalmente diferente de todos os milhares de perfumes que ele guardava na memória. Era um perfume doce e intocado, perfeito. Grenouille torna-se obcecado por apoderar-se desse odor e acaba por matá-la com as suas próprias mãos. Mas esta jovem é apenas a primeira das vítimas de Grenouille, que acaba por matar vinte e seis jovens mulheres no processo da criação do Perfume perfeito, acima de todos os outros.
No final da história, Grenouille retorna a sua cidade natal, Paris, após fugir de sua execução pelos assassinatos na cidade de Grasse, onde é devorado (propositalmente) por um grupo de prostitutas e ladrões, a escória de Paris, no Cemitério dos Inocentes.
A acção divide-se entre o mundo dos perfumes, traduzido pelo título "O Perfume", que servem para encobrir o mundo dos fedores, dos crimes e da hipocrisia que caracterizam a cidade de Paris no século XVIII.

## Adaptação cinematográfica
O livro, até pouco tempo considerado inadaptável para a linguagem cinematográfica, foi transformado em filme no ano de 2006 pelo diretor alemão Tom Tykwer (Corra, Lola, Corra). Süskind negociou os direitos de filmagem com o produtor, também alemão, Bernd Eichinger (A Queda,  A Casa dos Espíritos). O filme contou com um elenco de celebridades, tais como Dustin Hoffman e Alan Rickman. O personagem central da história foi interpretado pelo jovem Ben Whishaw. O orçamento da produção extrapolou o valor de 50 milhões de euros, segundo informações contidas no sítio da Deutsche Welle.
Além do cinema o livro foi inspiração para uma canção da banda Nirvana. Isso porque Kurt Cobain, vocalista e guitarrista, considerava "O Perfume" como sendo o seu livro favorito. A canção  chama -se Scentless Apprentice, faixa 02 do álbum In Utero gravado em 1993.

## Influências
- A música "Scentless Apprentice", escrita pela banda de grunge americana Nirvana, é inspirada no livro "Perfume".
- A música "Herr Spiegelmann" da banda portuguesa Moonspell é inspirada no livro e contém um excerto do mesmo.
- A música "Du riechst so gut" da banda alemã Rammstein é inspirada no livro, o qual é um dos favoritos do vocalista Till Lindemann.
- A música “Scentist” do grupo de K-pop, VIXX, é inspirada na estória, assim como seu vídeo.